# Lê Lợi, thành phố Kon Tum
Lê Lợi là một phường thuộc thành phố Kon Tum cũ, tỉnh Kon Tum cũ, Việt Nam.

## Địa lý
Phường Lê Lợi nằm ở phía nam thành phố Kon Tum, có vị trí địa lý:
- Phía đông giáp xã Chư Hreng
- Phía tây giáp xã Đoàn Kết
- Phía nam giáp xã Hòa Bình
- Phía bắc giáp phường Quyết Thắng và phường Thống Nhất.

Phường Lê Lợi có diện tích 3,82 km², dân số năm 2020 là 7.413 người, mật độ dân số đạt 1.941 người/km².

## Hành chính
Phường Lê Lợi được chia thành 5 tổ dân phố: 1, 2, 3, 4, 5 và 2 thôn: Plei Rơ Hai 1, Plei Rơ Hai 2.

## Lịch sử
Ngày 3 tháng 9 năm 1998, Chính phủ ban hành Nghị định số 69/1998/NĐ-CP về việc thành lập phường Lê Lợi trên cơ sở điều chỉnh 215 ha diện tích tự nhiên và 2.390 nhân khẩu của xã Chư Hreng; 155 ha diện tích tự nhiên và 898 nhân khẩu của xã Đoàn Kết; 25 ha diện tích tự nhiên và 168 nhân khẩu của xã Hòa Bình.
Phường Lê Lợi có 395 ha diện tích tự nhiên và 3.456 nhân khẩu.
Ngày 10 tháng 4 năm 2009, Chính phủ ban hành Nghị định 15/NĐ-CP về việc thành lập thành phố Kon Tum thuộc tỉnh Kon Tum. Phường Lê Lợi trực thuộc thành phố Kon Tum.